# Билкарство
Билковата медицина, също позната като билкарство, е изучаването на фармакогнозията и използването на лечебни растения, които са основа на традиционната медицина. С глобалното изследване на фармакологията някои традиционни билкови растения са намерили приложение в съвременни лекарства, като например групата антималарийни лекарства, наречена артемисинин, изолирана от Artemisia annua, растение, известно в китайската медицина за лечение на треска. Има ограничени научни доказателства за безопасността и ефективността на растенията, използвани в билковата медицина през XX век, която обикновено не предоставя стандарти за чистота или дозировка. Обхватът на билковата медицина обикновено включва гъби и пчелни продукти, както и минерали, черупки и определени части от животински произход. Билковата медицина се нарича също фитомедицина или фитотерапия.
Парахербализмът описва алтернативни и псевдонаучни практики за използване на нерафинирани растителни или животински екстракти като непотвърдени лекарства или средства за насърчаване на здравето. Парахербализмът се базира на вярата, че запазването на различни вещества от даден източник с по-малко обработка е по-безопасно или по-ефективно от произведените продукти, за което няма доказателства.

## Съвременна билкова медицина
Световната здравна организация (СЗО) оценява, че в момента 80 процента от населението на някои азиатски и африкански страни използват лечебните растения за някой аспект от основната здравна грижа.
Някои лекарства с рецепта имат основа като лечебни средства от растителен произход, включително артемизинин, дигиталис, кинин и таксани.

## Билкови подготовки
Съществуват много форми, в които може да се прилагат лечебните растения, като най-често срещаната е течност, консумирана като чай от лечебни растения или (възможно разреждан) растителен екстракт.
Чай от лечебни растения или тизани е резултатната течност от извличането на растения във вода, въпреки че се правят по няколко начина. Инфузии са горещи екстракти на растения като лайка или мента, получени чрез запарване. Отварите са продължително варени екстракти, обикновено на по-твърди съставки като корени или кора.

## Практикуващите билкарство
В някои страни съществуват формализирани обучения и минимални стандарти за образование за травници, макар че те не са необходимо еднакви вътре или между страните. Например в Австралия саморегулиращият статус на професията (към 2009 г.) води до различни стандарти за обучение и множество разплъстени организации, задаващи различни образователни стандарти. Едно проучване от 2009 г. заключава, че регулирането на травниците в Австралия е необходимо, за да се намали рискът от взаимодействие на лечебните растения с рецептурни лекарства, за да се изпълнят клиничните насоки и предписването на растителни продукти и за да се гарантира саморегулацията за защита на общественото здраве и безопасност. В Обединеното кралство обучението на травници се извършва от държавно финансирани университети, които предлагат степен „бакалавър на науките“ в травната медицина. В Съединените щати, според Американската гилдия на травниците, „няма налични лицензи или сертификати за травници в никоя държава, които пречат на правата на когото и да било да използва, разпространява или препоръчва билки“. Въпреки това в САЩ има федерални ограничения за маркетинга на билки като лек за медицински състояния, или основно практикуването като нелицензиран лекар.